# İstisu (Xaçmaz)
İstisu, Müqtədir(?-12.06.2018) è un comune dell'Azerbaigian situato nel distretto di Xaçmaz. Conta una popolazione di 2 236 abitanti.